# Јаков Исповедник
Свети Јаков је хришћански светитељ и мученик. Био је епископ и велики исповедник, али се не зна место његовог епископствовања, као ни место његовог рођења. Чувен је по својим подвизима у посту и молитви и по томе да је за време владавине Константина V Копронима претрпео мучење од иконобораца. Био је у заточеништву и изложен порузи. Живео је и страдао у 8. веку.
Српска православна црква слави га 21. марта по црквеном, а 3. априла по грегоријанском календару.